# Струнников, Сергей Николаевич
Серге́й Никола́евич Стру́нников (25 сентября 1907, Херсон — 22 июня 1944, Полтава) — советский фотохудожник, мастер репортажа и фотопортрета. Автор снимка тела Зои Космодемьянской, кадров, запечатлевших оборону Москвы, жизнь блокадного Ленинграда, Сталинградскую битву, и других исторических фотодокументов.

## Биография

### Довоенный период
…Струнников рвался на передний край социалистического строительства, но всматривался больше всего не в индустриальную панораму, а в лица её творцов.
Родился в 1907 году в Херсоне в семье художника Н. И. Струнникова, в 1922 году семья переехала в Москву. После окончания школы работал расклейщиком афиш в кинотеатре «Палас», учился на операторском отделении Государственного кинотехникума, параллельно работал осветителем на студии «Межрабпомфильм». Первые фотоработы появились в печати в 1928 году. В период обучения в кинотехникуме снял документальный короткометражный фильм «Разведка горючего» (1929), посвящённый работе геолого-разведочной партии, сделал ряд снимков для журналов «Пламя», «Советский экран», «Рост».
В 1930 году после окончания техникума работал помощником оператора на студии «Межрабпомфильм» в съёмочной группе В. И. Пудовкина, считавшего, что «из товарища Струнникова должен выйти хороший работник кино».
В начале 1930-х годов служил в Красной армии, сотрудничал с красноармейской газетой «На боевом посту», получил первый приз в одном из воинских фотоконкурсов. Принял участие в конкурсе на лучший фотоочерк в журнале «Советское фото». В 1933 году в качестве фотокорреспондента «Главсевморпути» принял участие в полярной экспедиции ледокола «Красин» по Северному морскому пути.
Снимал репортажи на стройках пятилетки в Средней Азии и Закавказье. Сотрудничал с газетами «Водный транспорт», «Комсомольская правда», «Известия». В 1940 году в Центральном доме журналиста состоялась персональная выставка Струнникова, приуроченная к 10-летию его фоторепортёрской работы.

### Война и гибель
В августе 1941 года Струнников был приглашён фотокорреспондентом в газету «Правда», с октября стал военным фотокорреспондентом.

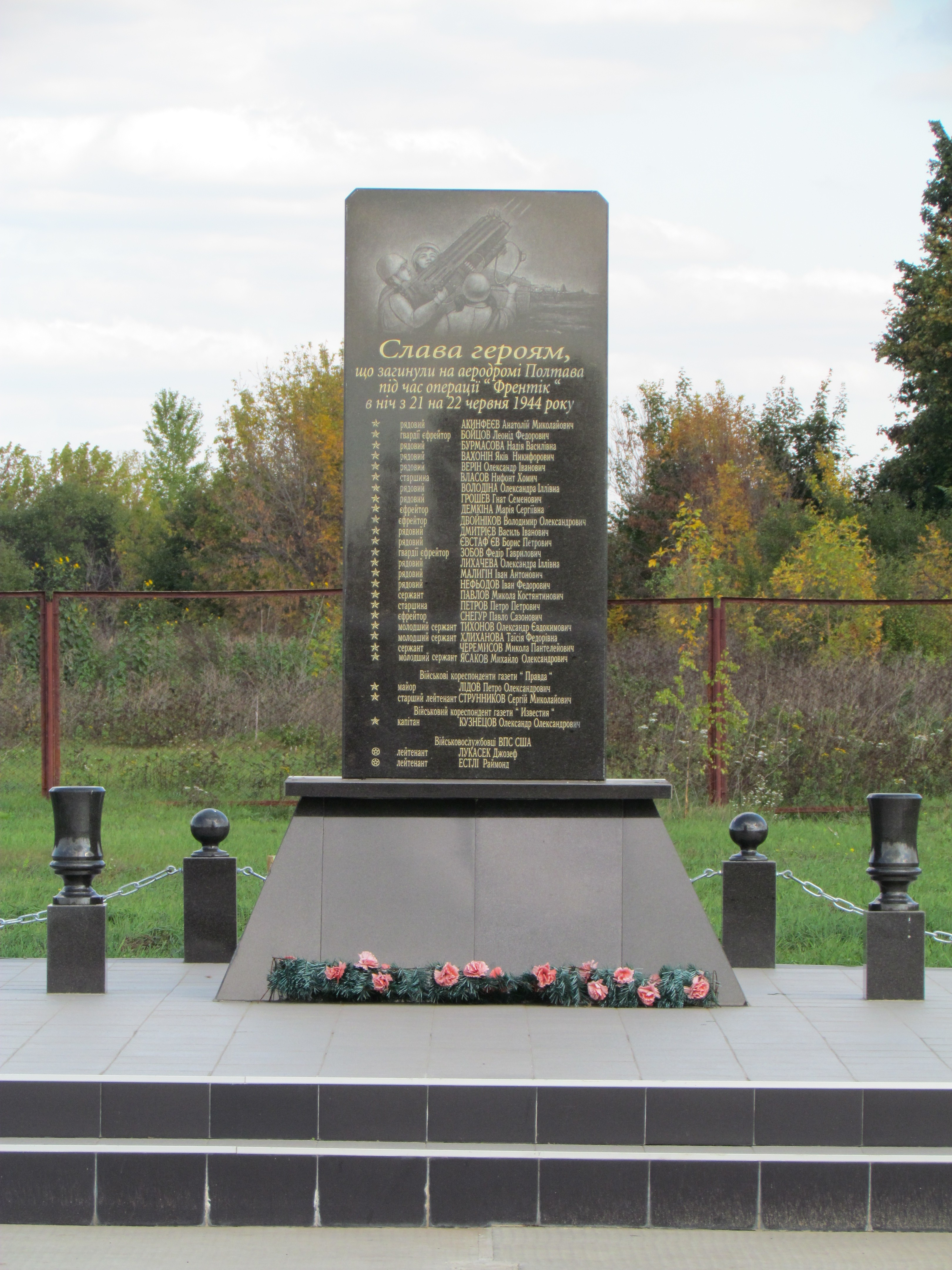
Памятный знак, установленный в 50-ю годовщину операции «Фрэнтик» на территории Полтавского музея дальней и стратегической авиации. Фото 2012 года

Снимал оборону Москвы, работал в немецком тылу, на передовых. Фотографии публиковались в «Правде». В 1942 году 57 работ Струнникова были представлены на выставке «Москва военная» в Центральном доме Красной армии, его снимки вошли в альбом «Москва, ноябрь 1941». В том же году фотограф был представлен к награждению медалью «За боевые заслуги».
Стремился запечатлеть блокадный Ленинград, в конце 1942 года получил командировку в город для работы над изданием «Ленинград в борьбе». Вновь побывал в Ленинграде в начале 1944 года.
Работал на Западном, Брянском, Ленинградском, Волховском, Северо-Западном, Первом Прибалтийском фронтах, снимал в Сталинграде, Туле, Калинине, Смоленске, Харькове, Одессе, Крыму, Севастополе и других местах боевых действий. Вёл военные дневники.
Разрыв разметал тело Струнникова, но его аппарат успел запечатлеть картины этого жаркого налёта…
Погиб в звании старшего лейтенанта в ходе операции «Фрэнтик» при бомбёжке на военном аэродроме под Полтавой, вместе с боевыми товарищами, сбив из зенитного орудия немецкий бомбардировщик, который упал и взорвался поблизости. Похоронен в Петровском парке в Полтаве, вместо обелиска лётчики союзных войск установили на могиле лопасть винта «Летающей крепости» в знак того, что журналисты погибли на боевом посту. Позднее прах был перенесён на площадь Славы, на могиле установлена мемориальная плита.

## Творчество и оценки

### Темы
…Диапазон жанров и тем был чрезвычайно широкий. Объединяло же все работы одно: очень высокая творческая планка. Фоторепортёр и фотохудожник органически слились в нём.
Фотоработы Струнникова характеризуются широким жанровым и тематическим диапазоном — в конце 1920-х — 1930-е годы объектами его снимков были производственные моменты студии «Межрабпомфильм», работы геологических экспедиций, ландшафты и люди Арктики, стройки пятилетки в Средней Азии и Закавказье, индустриальные пейзажи и лица участников строительства; им выполнены портреты лётчика В. П. Чкалова перед полётом в США, пианистов Я. В. Флиера и Э. Г. Гилельса, лётчика-испытателя В. К. Коккинаки, писателя А. С. Новикова-Прибоя.
В годы войны им сделаны фотографии сцен обороны Москвы, жизни блокадного Ленинграда, Сталинградской битвы, снимки на разных фронтах боевых действий.

### Творческая манера
Фотография — это документ… И если я заставлю людей позировать мне, играть ради снимка, то займусь не чем иным, как подделкой документов.
Стремясь к художественной выразительности снимка, Струнников не считал возможным достигать её за счёт достоверности, относясь к фотографии как к документу, не прибегал к постановочным кадрам.
Работая в военной Москве, Струнников старался делать снимки незаметно, из-за чего его часто принимали за шпиона и доставляли в милицию.
Струнников стремился запечатлеть ситуации наивысшего накала боевых действий и напряжения человеческих сил, снимал бомбёжки, летая на бомбардировщике, ряд снимков выполнен им под огнём на поле боя. По свидетельствам современников, за работой фотограф пренебрегал опасностью, определив девизом своей работы «То, что считается трудным, нельзя назвать невозможным».

…Съёмка поглощала журналиста настолько, что он не замечал свиста пуль вокруг себя. Однажды, когда он выбежал на опушку леса, немцы открыли огонь, а Сергей, встав на колено, продолжал щёлкать затвором «лейки».
Согласно собственной формулировке Струнникова, его творческое кредо заключалось в том, чтобы «отойти от стандарта и брать самую соль жизни, самое острое, самое необходимое».

### Наиболее известная работа

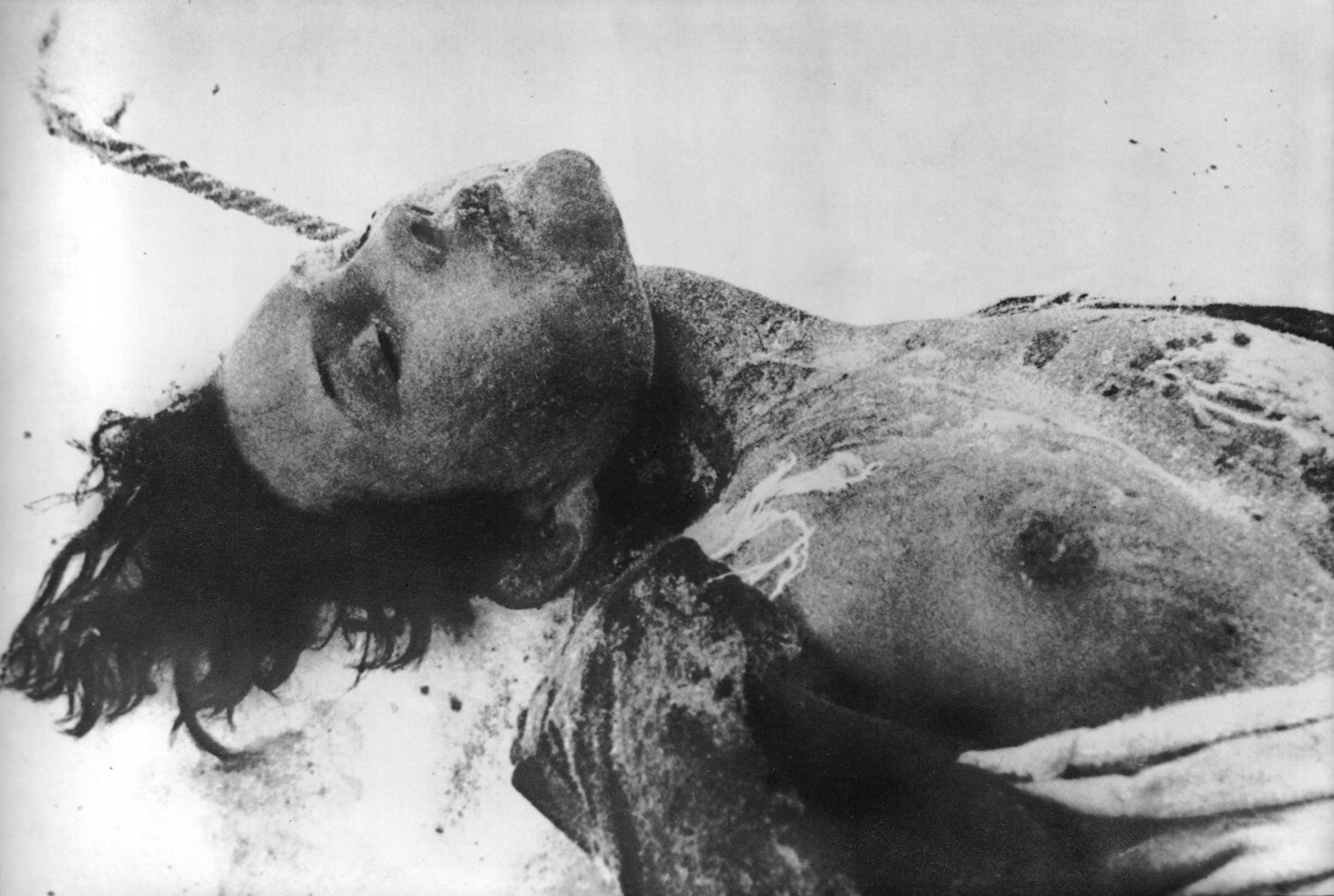
Фото казнённой Зои Космодемьянской, январь 1942

Навсегда сохрани фотографию Зои.

Я, наверно, вовеки её позабыть не смогу.

Это девичье тело,

               не мёртвое

                              и не живое.

Это Зоя из мрамора

                              тихо лежит на снегу.

Беспощадной петлёй перерезана тонкая шея.

Незнакомая власть в запрокинутом лике твоём.

Так любимого ждут,

                              сокровенной красой хорошея,

изнутри озаряясь таинственным женским огнём…

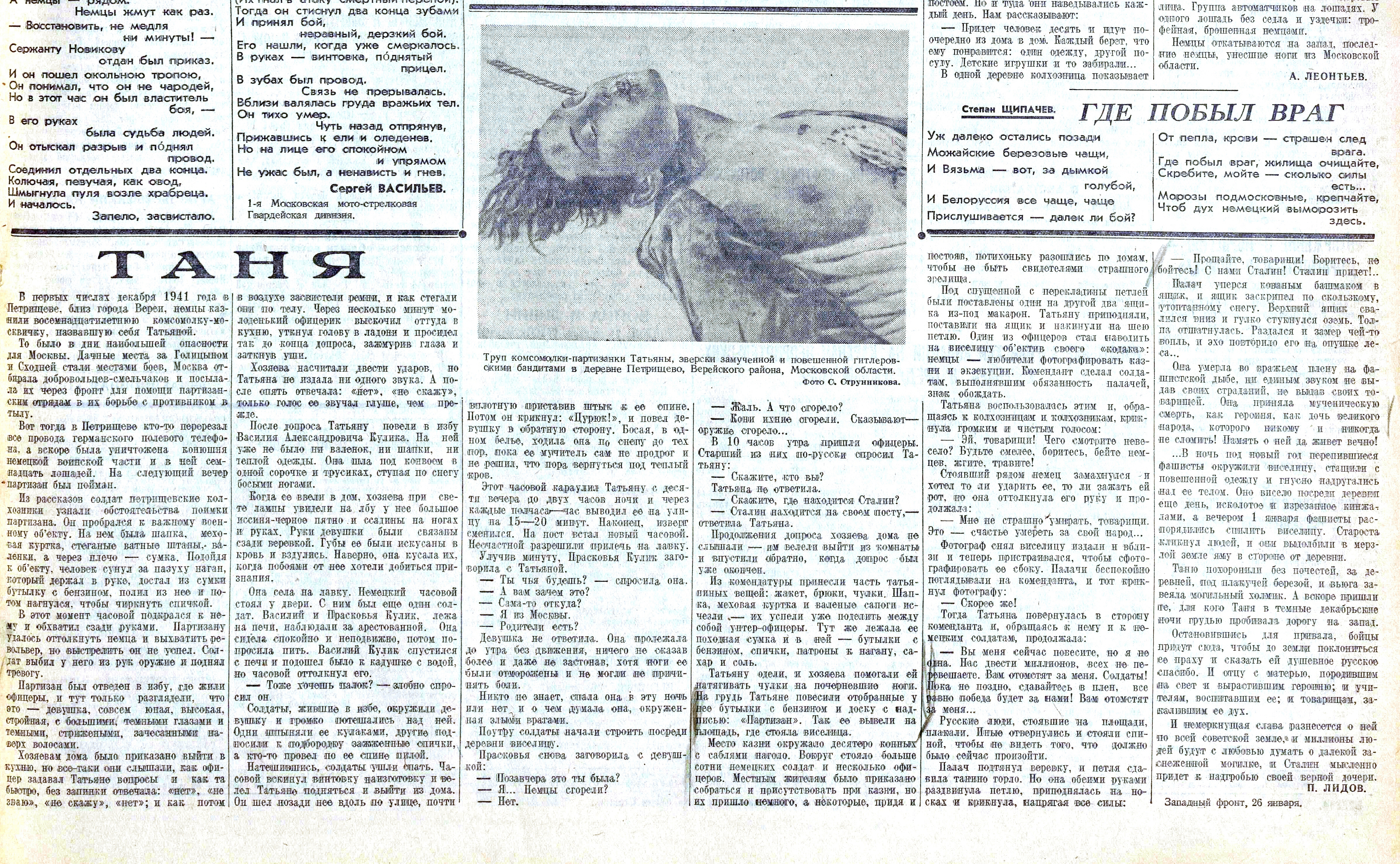
Очерк «Таня», газета «Правда», 27 января 1942 года

Наиболее известной работой Струнникова считается выполненная им 26 января 1942 года в подмосковной деревне Петрищево фотография тела казнённой оккупантами Зои Космодемьянской. Вошедший в историю Отечественной войны и ставший «классикой военного фоторепортажа» снимок впервые был опубликован в «Правде» 27 января 1942 года в качестве иллюстрации к очерку Петра Лидова «Таня», впоследствии многократно перепечатывался, приобрёл значение символа, оказав влияние на позднейшие произведения искусства разных жанров, посвящённые образу убитой девушки, в числе которых — плакат Виктора Дени «Убей фашиста-изувера!» (1942), картина Кукрыниксов (2-я редакция, 1942), надгробный памятник скульптора Олега Комова на могиле Космодемьянской на Новодевичьем кладбище (1986). Поэтическое описание фотографии Струнникова завершает третью главу поэмы Маргариты Алигер «Зоя» (1942).
Погибшая была снята Струнниковым крупным планом, лежащей на снегу с запрокинутой головой, обрывком верёвки на шее и обнажённой грудью. Отмечая высокие художественные достоинства работы Струнникова, исследователи рассматривают снимок в контексте преодоления табу и указывают на амбивалентность созданного фотографом образа.
Называя фотографию «бомбой, одним махом взорвавшей все табу», киновед Анри Вартанов указывает, что «появление этого снимка на страницах центрального партийного органа в значительной мере раздвигало рамки дозволенного».
Джонатан Брукс Платт отмечал:

Поразительная красота убитой девушки, а также тревожный эротизм её мучительного образа сделали это изображение одним из самых запоминающихся за всю историю войны. Как истолковать его? Прежде всего обращает на себя внимание эротическое содержание — особенно если учесть пресловутое «пуританство» сталинской культуры, — но оно определённо выступает в амбивалентной роли. Прекрасная юная девушка зверски убита, её тело чудовищно беззащитно как перед зверским насилием, так и перед зимним морозом. В то же время обнажённая грудь и запрокинутая голова вызывают иные ассоциации — со всепоглощающей страстью.

## Наследие и память
Архив Сергея Струнникова насчитывает свыше 30 тысяч снимков. Работы фотографа находятся в Центральном архиве общественно-политической истории Москвы, Федеральном архивном агентстве, Государственном литературном музее.
В 2005 году сделанные фотографом снимки блокадного Ленинграда и дневниковые записи опубликованы в двуязычном издании «Репортаж из блокадного Ленинграда / Report from Blockade Leningrad: фотографии военного корреспондента Сергея Струнникова».
В 2011 году фотонаследие художника было представлено на посмертной персональной выставке «Военные фотографии Сергея Струнникова» в Государственном литературном музее.
В 2020 году, к 76-й годовщине снятия блокады Ленинграда, блокадные фотоработы Струнникова опубликованы Главархивом в библиотеке Московской электронной школы.
Имя Сергея Струнникова высечено на мемориальной доске в редакции «Правды» в числе погибших в годы войны журналистов газеты.

## Выставки
- 1940 — «Фото С. Струнникова. 1930—1940» (Центральный дом журналиста, Москва)
- 1942, весна — «Москва военная» (Центральный дом Красной армии, Москва) (57 работ)[6]
- 2011, 22 июня — 26 августа — «Военные фотографии Сергея Струнникова» (Государственный литературный музей, Москва)[21]

## Комментарии
1. ↑  В некоторых источниках местом рождения указана Москва[3].
2. ↑  Участвовал в работе над фильмом «Очень хорошо живётся»[4].
3. ↑  По разным сведениям: записался в ряды армии добровольно[3];  служил срочную службу в войсках  НКВД в 1930—1932 годах[5][6]; был призван в 1932 году, служил в звании командира запаса[4].
4. ↑  Военными корреспондентами Петром Лидовым (автором очерка о Зое Космодемьянской) и Александром Кузнецовым.
5. ↑  Имя, которым Зоя Космодемьянская назвалась на допросе[17].
6. ↑  При вскрытии захоронения Зои Космодемьянской Струнниковым было сделано более десятка снимков тела партизанки, публикацию очерка П. А. Лидова в «Правде» сопровождал лучший из них[10].